# Un esame alla Facoltà di Medicina di Parigi
Un esame alla Facoltà di Medicina di Parigi è un dipinto del pittore francese Henri de Toulouse-Lautrec, realizzato nel 1901 e conservato nel Musée Toulouse-Lautrec di Albi (Francia). Si tratta di una delle ultime opere dell'artista, che morì a settembre di quello stesso anno.

## Storia
Gabriel Tapié de Célyran (1869-1930), rappresentato anche nel noto dipinto Gabriel Tapié de Célyran in un corridoio di teatro, era cugino (sia da parte di padre che di madre) di Toulouse-Lautrec. I due si vedevano regolarmente durante il periodo di studi di medicina di Gabriel a Parigi (1891-1899) e frequentavano assieme i locali della vita notturna parigina. 
Gabriel discusse la tesi (con argomento un caso d'ernia addominale posteriore) nel 1899. Egli chiese al cugino di realizzare quest'opera per farne omaggio al suo esaminatore, il professor Adolphe Würtz: si tratta quindi di una scena ricostruita e non colta «dal vero».

Gabriel Tapié de Céleyran fu tra i principali promotori del museo di Albi a cui donò un nucleo consistente di opere dell'artista. 

Gabriel Tapié de Célyran in un corridoio di teatro (1894), Musée Toulouse-Lautrec, Albi.

 Il dipinto in oggetto fu donato al museo nel 1922 dal colonnello Henri Würtz, fratello del dottor Würtz.

## Descrizione dell'opera
Il dipinto, firmato e datato in alto a sinistra, rappresenta Gabriel, seduto a sinistra, che presenta la sua tesi di laurea al professor Würtz (sulla destra) ed al professore Fournier (al centro). Stremato dall'alcolismo, il pittore adotta una tecnica «a larghe masse»: le pennellate sono ampie e il colore è spesso, soprattutto nelle parti più scure. Rispetto ai lavori della maturità, viene a mancare il predominio dei contorni e il gioco del tratteggio. L'orizzontalità della composizione è accentuata dal ritaglio geometrico delle finestre che occupano il terzo superiore del dipinto, uniche zone chiare in una campitura prevalentemente scura. I fogli bianchi appoggiati sul banco illuminano una scena dipinta nei toni del verde e del nero, con le uniche note calde e vivaci che provengono dal professor Würtz: il rossore di naso e orecchie, il rosso delle guarnizioni della toga e del tocco posto a destra, come se il pittore avesse voluto sottolineare l'autorità scientifica del luminare. Giocando sulla prospettiva, Lautrec accentua la sproporzione delle mani e delle braccia in primo piano, utilizzando un processo quasi fotografico.